# Albaniens rigsvåben
Albaniens rigsvåben består af et rødt skjold med en sort dobbeltørn og over ørnen Skanderbegs hjelm. Det nuværende våben blev indført 31. juli 2002.
| Artikelstump | Spire Denne artikel om et rigsvåben eller statsvåben er en spire som bør udbygges. Du er velkommen til at hjælpe Wikipedia ved at udvide den. |